# لی یا پنگ
لی یا پنگ (Li Ya Peng ،李亚鹏) بازیگر مشهور چینی که در سریال‌هایی مانند افسانه شجاعان و افسانه عقاب‌های مبارز برای کانال سی‌سی‌تی‌وی چین بازی کرد. او در سال ۲۰۰۵ با فی ونگ (خواننده و بازیگر) ازدواج کرد. آنها در مه ۲۰۰۶ صاحب یک دختر (لی ین) شدند.

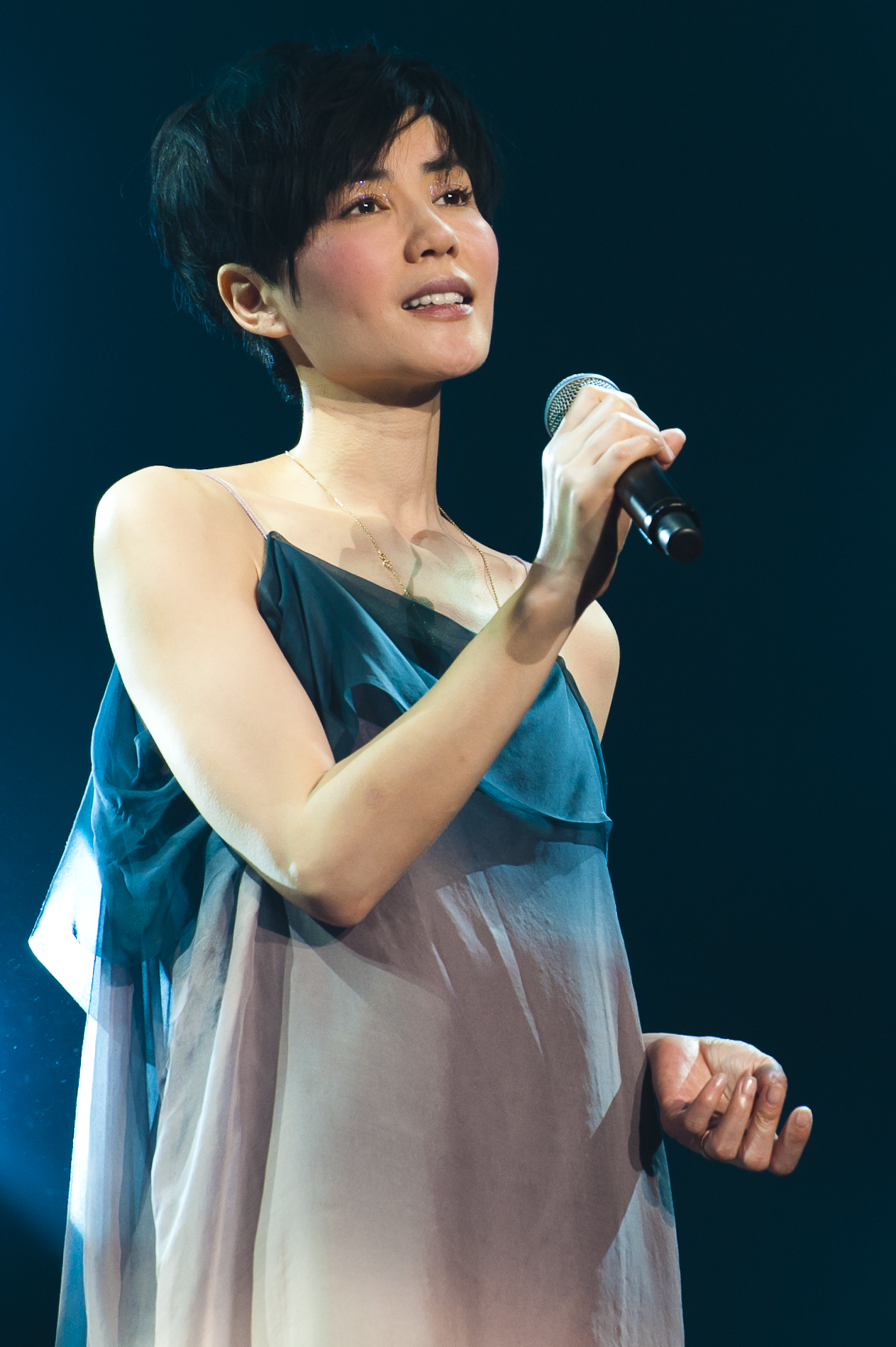
وانگ فِی

## سریال‌های تلویزیونی
| متن عنوان | متن عنوان                      |
| --------- | ------------------------------ |
| ۱۹۹۷      | هونگ فا کا                     |
| ۱۹۹۸      | رابطه دوستی بی جینگ – هنگ هنگ  |
| ۱۹۹۸      | روئن شی هُونگ چنگ               |
| ۱۹۹۹      | چین چیئن ری یوئه شینگ          |
| ۱۹۹۹      | جیانگ آی چینگ جین شینگ دااو دی |
| ۲۰۰۰      | شوآنگ چنگ گو شی                |
| ۲۰۰۱      | افسانه شجاعان                  |
| ۲۰۰۲      | افسانه عقاب‌های مبارز           |
| ۲۰۰۳      | آخرین همخوابه                  |
| ۲۰۰۴      | شماره یک در دنیا               |
| ۲۰۰۷      | جدایی‌مان                       |
| ۲۰۰۷      | ازدواج برای عشق                |

## فیلم‌ها
| سال ساخت | نام فیلم              |
| -------- | --------------------- |
| ۱۹۹۲     | چینگ چون زوآ جنگ      |
| ۱۹۹۵     | شانگهای گو شی         |
| ۱۹۹۶     | گُو شو                 |
| ۱۹۹۷     | فانگ بیئن میئن شی دای |